# Góry Santa Monica
Góry Santa Monica – niewysokie pasmo górskie w Ameryce Północnej, na obszarze Stanów Zjednoczonych w Kalifornii położone równoleżnikowo nad Oceanem Spokojnym na północny zachód od Los Angeles. Długość pasma to ok. 40 km, najwyższy szczyt, Sandstone Peak, ma 948 m n.p.m.
Na południowym stoku wchodzącej w skład pasma góry Lee (500 m n.p.m.) znajduje się słynny znak Hollywood. Na terenie pasma znajduje się także ponad 20 stanowych i lokalnych parków. Atrakcją turystyczną jest również Paramount Ranch, na terenie którego kręcono m.in. serial Doktor Quinn.